# Laroque-Timbaut
Laroque-Timbaut è un comune francese di 1 538 abitanti situato nel dipartimento del Lot e Garonna nella regione della Nuova Aquitania.

## Società

### Evoluzione demografica
Abitanti censiti